# Ступені вільності

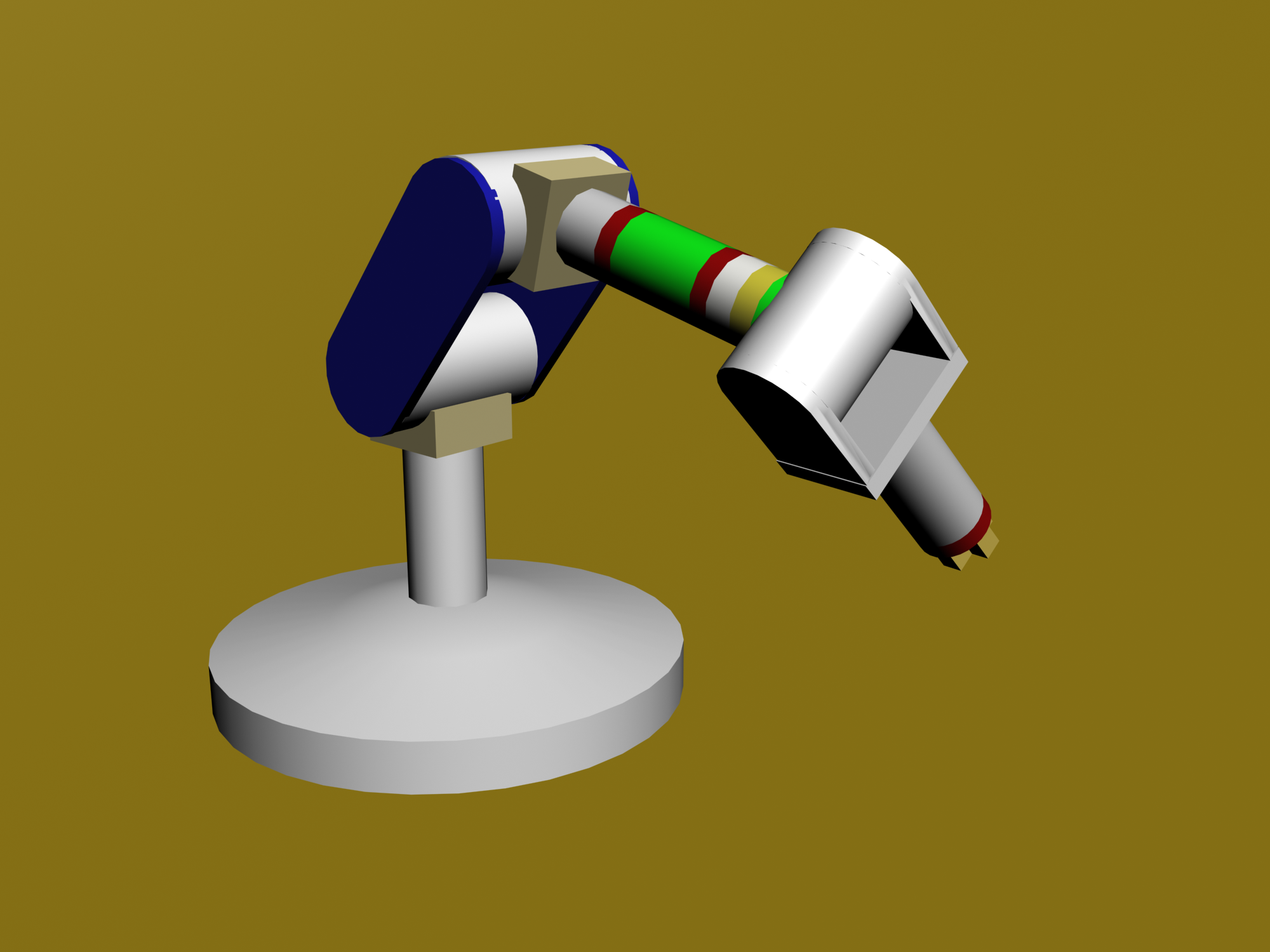
Шарнірний робот із сімома ступенями вільності

Сту́пені ві́льності або ступені свободи — кількість незалежних змінних, які однозначно описують стан фізичної системи.
Матеріальна точка в механіці описується трьома незалежними координатами. Для повної характеристики матеріальної точки та її переміщень в просторі необхідно ще знати три інші величини — компоненти її швидкості. Вищі похідні від координат розраховують шляхом розв'язання рівнянь руху. Таким чином, матеріальна точка має 6 ступенів свободи, тобто 3 координати й 3 компоненти швидкості. Якщо фізична система містить N незалежних матеріальних точок, то кількість ступенів свободи дорівнює 6N.
Кількість ступенів вільності зменшується, якщо на рух накладені обмеження. Наприклад, якщо матеріальна точка рухається вздовж прямої, то в неї лише два ступені вільності — відстань від початку відліку й швидкість вздовж прямої.
Іншим прикладом системи з накладеними зв'язками є математичний маятник. Це матеріальна точка, підвішена на невагомому стержні певної довжини. Якщо стержень не може деформуватися, то відстань від матеріальної точки до точки підвісу завжди залишатиметься сталою. В такому випадку кількість ступенів свободи зменшується від 6 до 4.